# Sergio Omar Ramos
Sergio Omar Ramos (Rosario de Lerma, 21 de abril de 1968) también conocido como Topo es un ingeniero en construcciones y político argentino. Actualmente se desempeña Intendente de Rosario de Lerma, cargo que había desempeñado durante veinte años, también fue senador de la Provincia de Salta por el Departamento Rosario de Lerma.

## Biografía
Sergio "Topo" Ramos nació en Rosario de Lerma el 21 de abril de 1968. Estudió en la Universidad Nacional de Salta la carrera de ingeniería en construcciones egresándose en el año 1987.
Ramos llegaría a la intendencia de Rosario de Lerma en el año 1995 y se mantendría como jefe comunal hasta el año 2015. Obteniendo en el medio un total de cuatro reelecciones a través del voto popular.Contaba con 17,871 habitantes (Indec, 2001), lo que representa un incremento del 35,9% frente a los 13,156 habitantes (Indec, 1991) del censo anterior.
En el marco de "La causa de los intendentes" fue denunciado junto a otros intendentes como el jefe comunal de Cerrillos, Rubén Corimayo, por los delitos de fraude a la administración pública , malversación de caudales públicos, peculado y demora injustificada de pago e incumplimiento a los deberes de funcionario público.La novedad también la dio su partido porque fue el espacio más votado en la categoría de diputados provinciales en la capital salteña, permitiendo el ingreso de los tres referentes a la Cámara de Diputados de la Provincia de Salta pero también logró obtener dos bancas en el Concejo Deliberante de la Ciudad de Salta.[

Durante su intendencia destino fondos a la creación y puesta en funcionamiento de un proyecto de Empresa Social, que tenía como fin la construcción de casas prefabricadas. Luego de muchos años, la Provincia de Salta exigiría que le sea devuelto el fondo que se le había asignado al municipio.
Ramos perdería la intendencia luego de veinte años en el poder contra el exjugador de rugby y en ese entonces diputado provincial, Ignacio Jarsún. Ramos en las PASO había obtenido un total de 4.493 votos con su partido MILES mientras que su principal contrincante, perteneciente al Frente Romero+Olmedo, lograría 6.888 votos. En las elecciones generales Ramos perdería la intendencia obteniendo 6.122 votos pero siendo superado por los 7.179 votos de Jarsún.
Dos años más tarde Ramos volvería al ruedo político al presentarse como precandidato a senador provincial por el Departamento Rosario de Lerma dentro de las filas del Frente Salteño que contaba con figuras provinciales como Javier David o Roberto Dib Ashur. En las PASO Ramos confirmaría su candidatura obteniendo un total de 8.137 votos, siendo el candidato más votado en la categoría. En las elecciones generales obtendría la banca que le correspondía al departamento luego de sacar un total de 9.222 votos que equivalían al 37,54% de los votos válidos.
En 2021 buscaría renovar su banca como senador por el departamento Rosario de Lerma, encabezaría la lista del frente Gana Salta que apoyaba al gobernador Gustavo Sáenz con un tinte más peronista y progresista.
En ese mismo año sería noticia cuando la justicia pidió su desafuero a la Cámara de Senadores de la Provincia de Salta ya que el senador con artilugios judiciales y ostentando su calidad de senador provincial y sabiendo que el artículo 121 de la Constitución Provincial que establece la inmunidad de arresto a diputados y senadores, obvió, en seis oportunidades, presentarse ante la fiscal de Delitos Económicos Complejos, Ana Inés Salinas Odoriso, aduciendo de manera reiterada y sostenida como única causal de incomparecencia "compromisos políticos" de "ineludible presencia".
Finalmente y tras la negativa de la cámara en tratar el desafuero el pedido quedó en nulidad ya que Ramos en el séptimo llamado se presentó para que le tomen las huellas dactilares evitando así que el cuerpo legislativo se exprese sobre su condición. La investigación judicial mantiene a Ramos imputado por peculado por fondos aportados en el 2013 por la Provincia, cuando era intendente de Rosario de Lerma, para un proyecto de empresa social, cuyo fin era construir casas prefabricadas en el barrio Islas Malvinas de esa localidad.
En las elecciones de 2021.logra ganar con un total de 5184 votos superando a la candidata de Juntos por el Cambio, Griselda Galleguillos. 
En el año 2023 Ramos se presentó nuevamente como candidato a intendente de Rosario de Lerma y logró la intendencia con un total de 4.146 representando al partido Memoria y Movilización Social, superando al candidato de Avancemos por menos de quinientos votos y al intendente en funciones Enrique Martínez que salió tercero. 
En diciembre de 2023 jura nuevamente como intendente y es reemplazado en el senado por su esposa, Perica Minetti que había sido su suplente en la elección de 2021.